# Xanthoparmelia salkiboensis
Xanthoparmelia salkiboensis är en lavart som beskrevs av Hale. Xanthoparmelia salkiboensis ingår i släktet Xanthoparmelia och familjen Parmeliaceae.   Inga underarter finns listade i Catalogue of Life.